# 漳浦県
漳浦県（しょうほ-けん）は中華人民共和国福建省に位置する省直轄の県であり、しばらくの間、漳州市の代理管轄下に置かれている。

## 歴史
686年（垂拱2年）に漳浦県が設置される。

## 行政区画
下部に17鎮、2郷、2民族郷を管轄する
- 鎮
  - 綏安鎮、旧鎮鎮、仏曇鎮、赤湖鎮、杜潯鎮、官潯鎮、霞美鎮、石榴鎮、盤陀鎮、長橋鎮、前亭鎮、馬坪鎮、深土鎮、六鰲鎮、沙西鎮、古雷鎮、大南坂鎮
- 郷
  - 南浦郷、赤土郷
- 民族郷
  - 赤嶺シェ族郷、湖西シェ族郷

## 交通

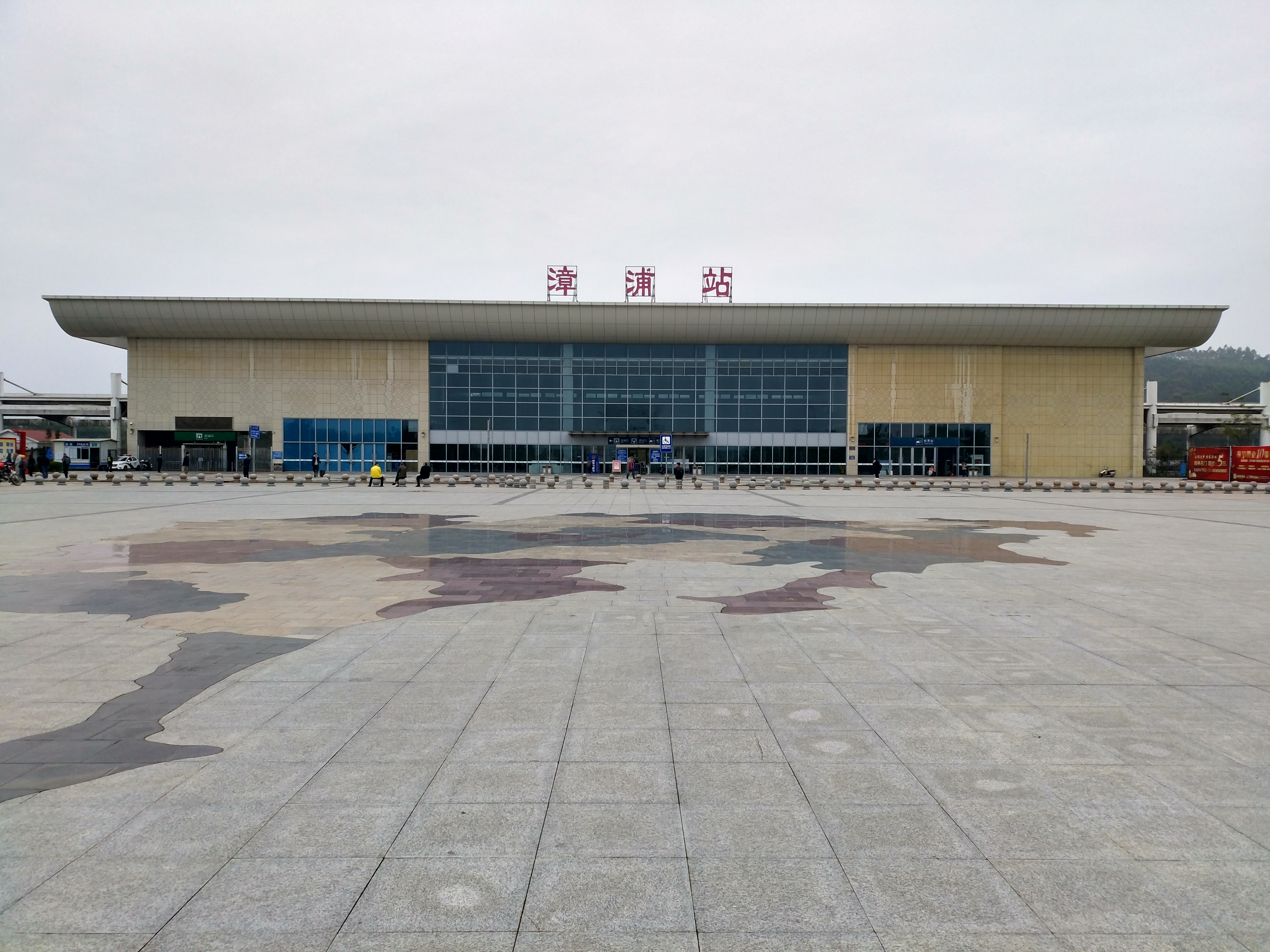
漳浦駅

### 鉄道
- 中国国家鉄路集団
  - 廈深線
    - 漳浦駅

### 道路
- 高速道路
  -  瀋海高速道路
- 国道
  - G228国道
  - G324国道